# الافنت هد (آریزونا)
الافنت هد (به انگلیسی: Elephant Head) یک منطقهٔ مسکونی در ایالات متحده آمریکا است که در آریزونا واقع شده‌است. الافنت هد ۱۹٫۲۴ کیلومتر مربع مساحت و ۴٬۸۸۵ نفر جمعیت دارد و ۹۴۶ متر بالاتر از سطح دریا واقع شده‌است.